# Lisseth Chavez
Lisseth Chavez (25 de mayo de 1989) es una actriz estadounidense de ascendencia salvadoreña. Es conocida por sus papeles en Chicago P.D., The OA, The Fosters y The Rookie.  Chávez interpretó a Esperanza "Spooner" Cruz en la sexta temporada de la serie Legends of Tomorrow.

## Carrera
Chávez trabajó como modelo al principio de su carrera. Apareció por primera vez en televisión en el concurso de belleza True Beauty de 2009. Su primer trabajo como actriz fue en un episodio de The Baby (2011). Chávez ha aparecido en episodios de Southland, Shameless, Lucifer, Rizzoli & Isles, entre otros. Comenzó a obtener papeles más importantes a partir de 2016 con su trabajo en The Night Shift, seguido de un personaje destacado en The Fosters. Interpretó personajes con dobles episodios en Station 19 y The OA en el 2019. Uno de los papeles principales de Chávez es el de la oficial novata Vanessa Rojas en los programas de la franquicia "Chicago" de NBC (Chicago PD, Chicago Med y Chicago Fire), un personaje originalmente diseñado para crear una tensión romántica a largo plazo con el de Kevin Atwater, iniciado en la séptima temporada de la serie, pero interrumpido por la pandemia de COVID-19. El arco del personaje terminaría ahí, ya que se anunció durante el receso que Chávez no podría regresar para completar su papel para asumir otro como la geek tecnológica, Esperanza "Spooner" Cruz en la serie Legends of Tomorrow de The CW.

## Premios y reconocimiento
En 2020, los Premios Imagen, conocidos por la industria como los "Globos de Oro Latinos", nominaron a Chávez en la categoría de 'Mejor Actriz de Reparto en Televisión' por su trabajo en Chicago PD

## Filmografía

### Películas
| Año  | Título | Personaje | Notas                 |
| ---- | ------ | --------- | --------------------- |
| 2016 | BFFs   | Bella     | Película sin estrenar |
| 2021 | Voyeur | Rebecca   | En posproducción      |

### Televisión
| Año           | Título              | Personaje                | Notas                                                      |
| ------------- | ------------------- | ------------------------ | ---------------------------------------------------------- |
| 2009          | True Beauty         | Ella misma               |                                                            |
| 2011          | The Baby            | Maritza                  | Episodio: "The Interviews"                                 |
| 2013          | Southland           | Carmen Martinez          | Episodio: "Bleed Out"                                      |
| 2015          | The Adversaries     |                          | Película para televisión                                   |
| 2015          | Shameless           | Marita                   | Episodio: "Crazy Love"                                     |
| 2015          | The Night Shift     | Ana                      | Episodio: "Fog of War"                                     |
| 2016          | Rush Hour           | clerk                    | Episodio: "Badass Cop"                                     |
| 2016          | Lucifer             | Nikki                    | Episodio: "A Priest Walks Into a Bar"                      |
| 2016          | Murder in the First | Skylar Jennings          | 3 episodios                                                |
| 2016          | Rizzoli & Isles     | Carmen                   | Episodio: "Dangerous Curve Ahead"                          |
| 2017          | Grey's Anatomy      | Kate Endris              | Episodio: "Civil War"                                      |
| 2017          | One Day at a Time   | Young Lydia              | Episodio: "A Snowman's Tale"                               |
| 2017          | One of Us           | Haley Cooper             | Película para televisión                                   |
| 2017          | S.W.A.T.            | Ariana                   | Episodio: "Fences"                                         |
| 2017–2018     | The Fosters         | Ximena Sinfuego          | 18 episodios; recurrente;                                  |
| 2018          | Get Christie Love   | Val                      | Película para televisión                                   |
| 2019          | Station 19          | Kathleen "Kat" Noonan    | 2 episodios                                                |
| 2019          | The OA              | Carmen                   | 2 episodios                                                |
| 2019          | Chicago Fire        | Oficial Vanessa Rojas    | Episodio: "Infection, pt. 1"                               |
| 2019          | Chicago Med         | Oficial Vanessa Rojas    | Episodio: "Infection, pt. 2"                               |
| 2019−20       | Chicago P.D.        | Oficial Vanessa Rojas    | 19 episodios; personaje principal                          |
| 2021-2022     | Legends of Tomorrow | Esperanza "Spooner" Cruz | Personaje principal (temporadas 6-7)                       |
| 2022−presente | The Rookie          | Oficial Celina Juárez    | Recurrente (temporada 5); Principal (temporada 6-presente) |